# Garnizon Toruń

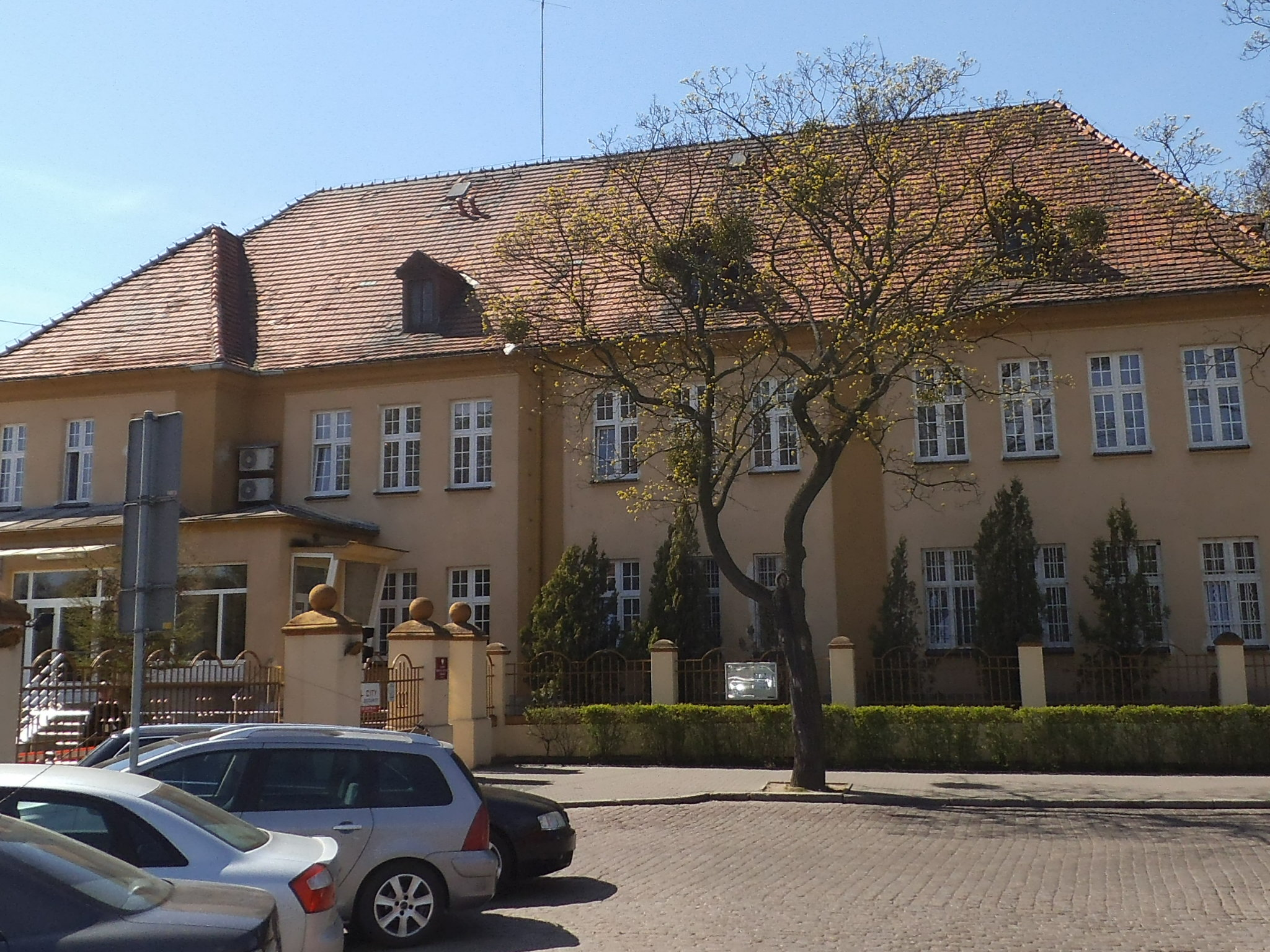
Centrum Szkolenia Artylerii i Uzbrojenia

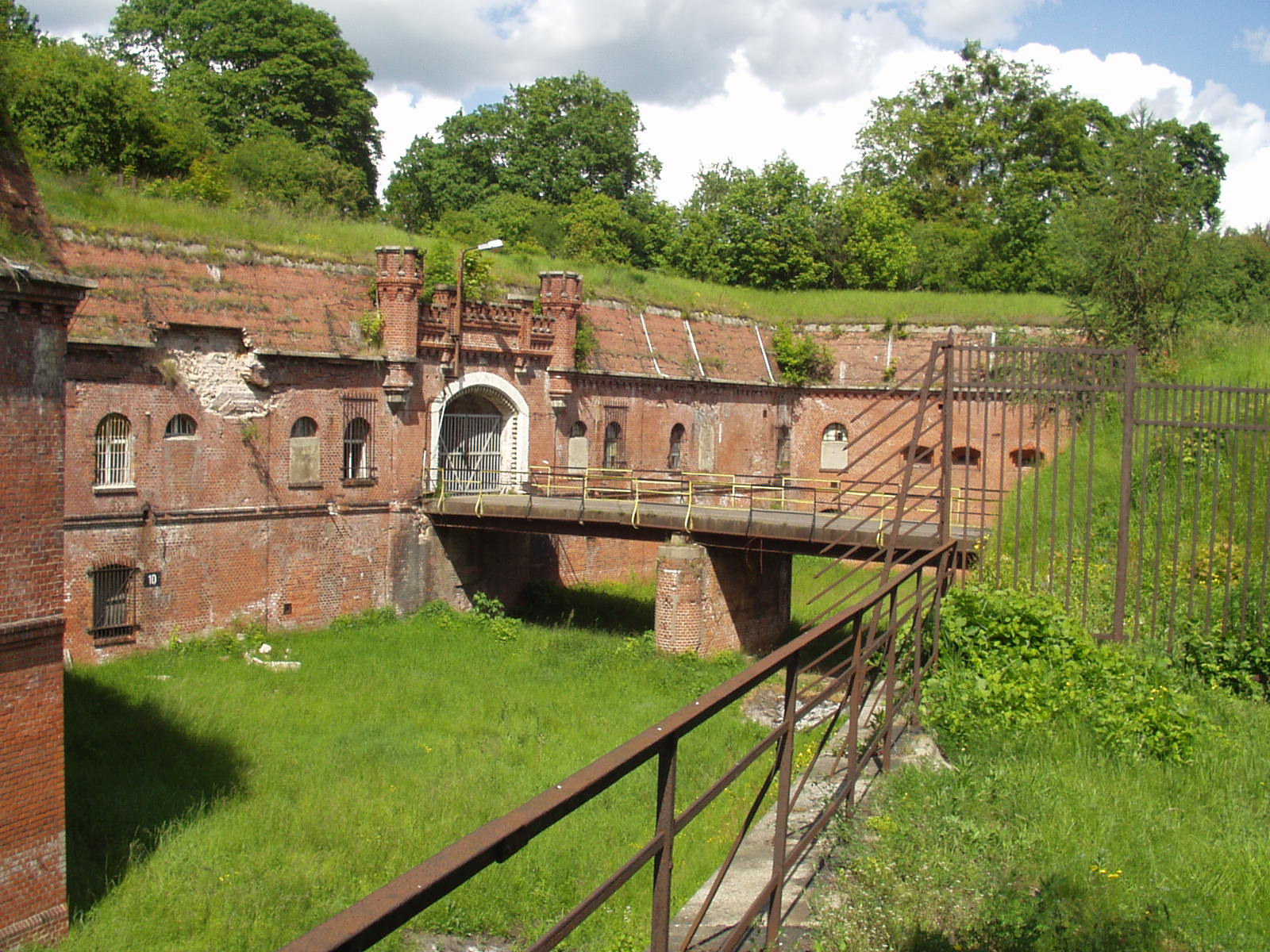
Fort V Twierdzy Toruń

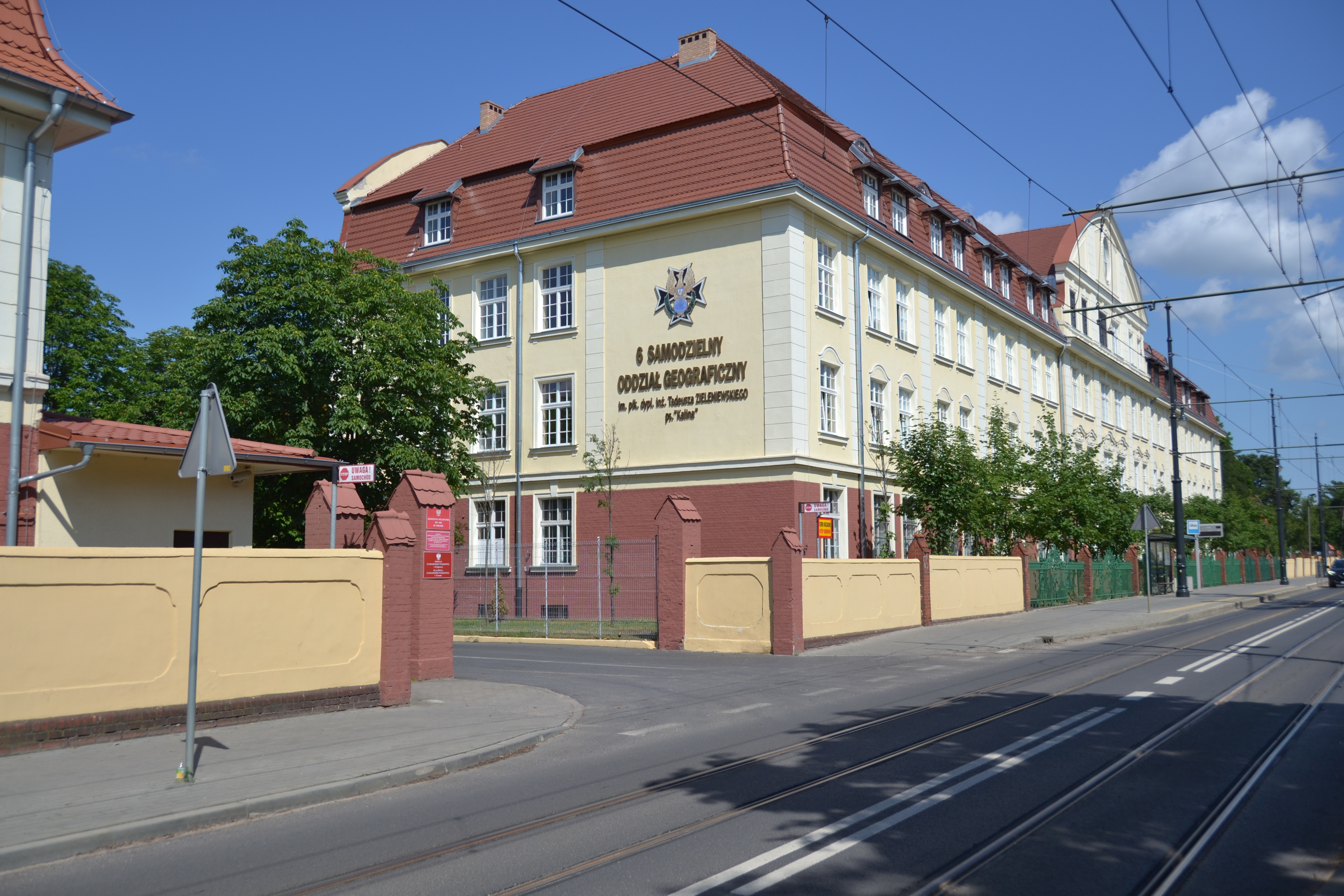
Budynek przy ul. Sienkiewicza 37, w którym znajduje się siedziba 6. Samodzielnego Oddziału Geograficznego im. płk. dypl. inż. Tadeusza Zieleniewskiego ps. „Kalina”

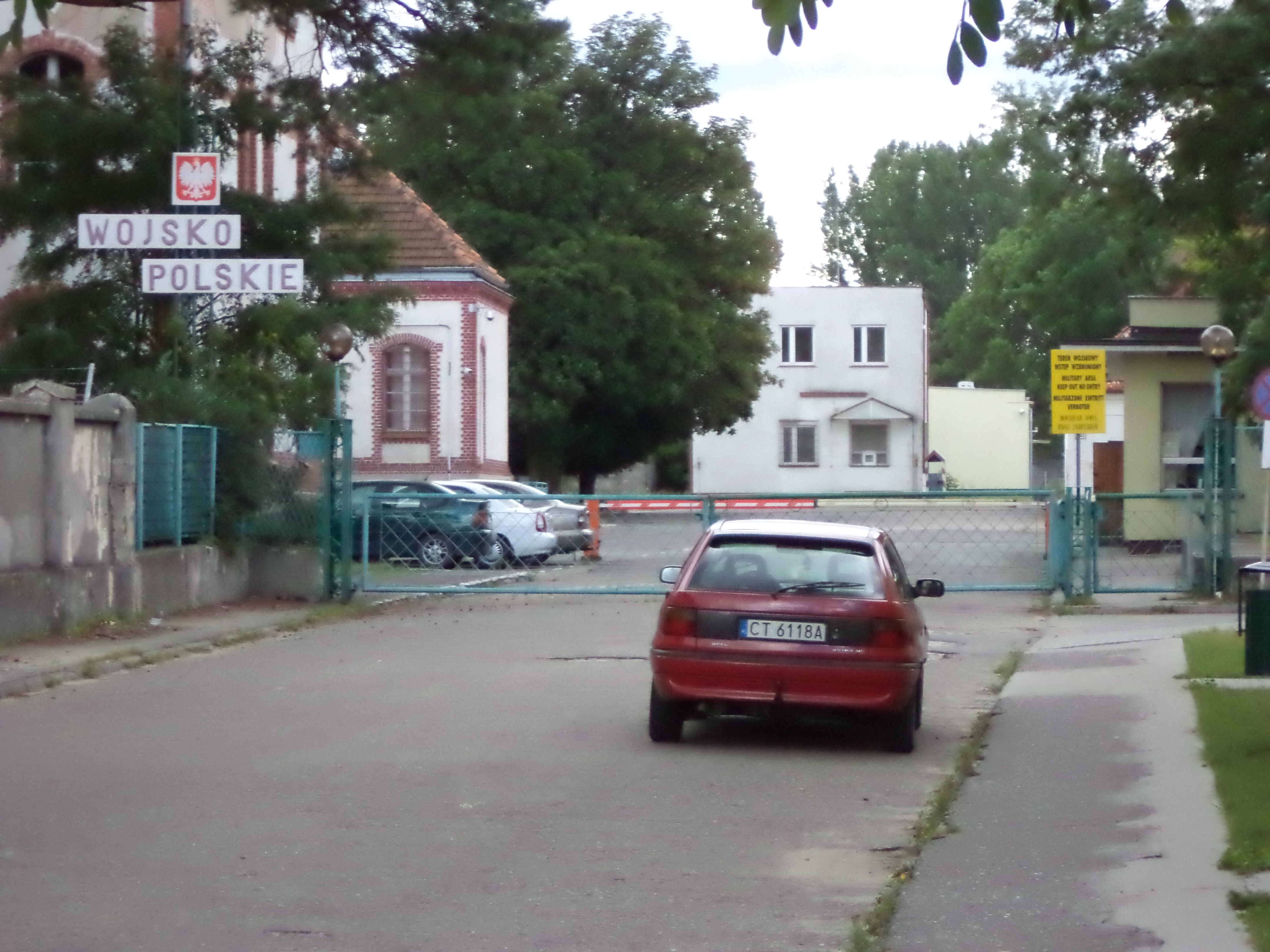
Koszary przy ul. Podgórskiej

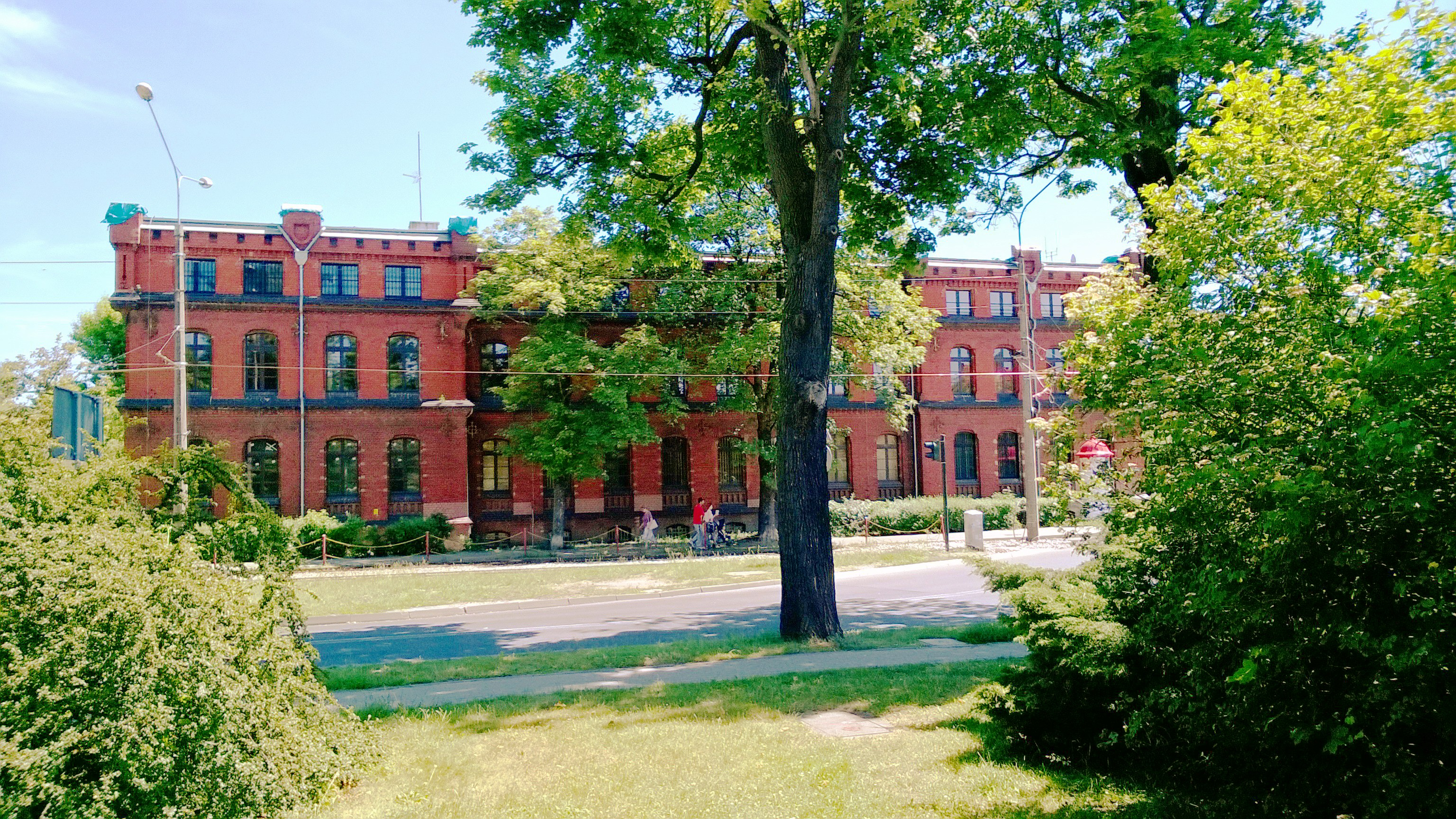
Wojskowa Komenda Uzupełnień

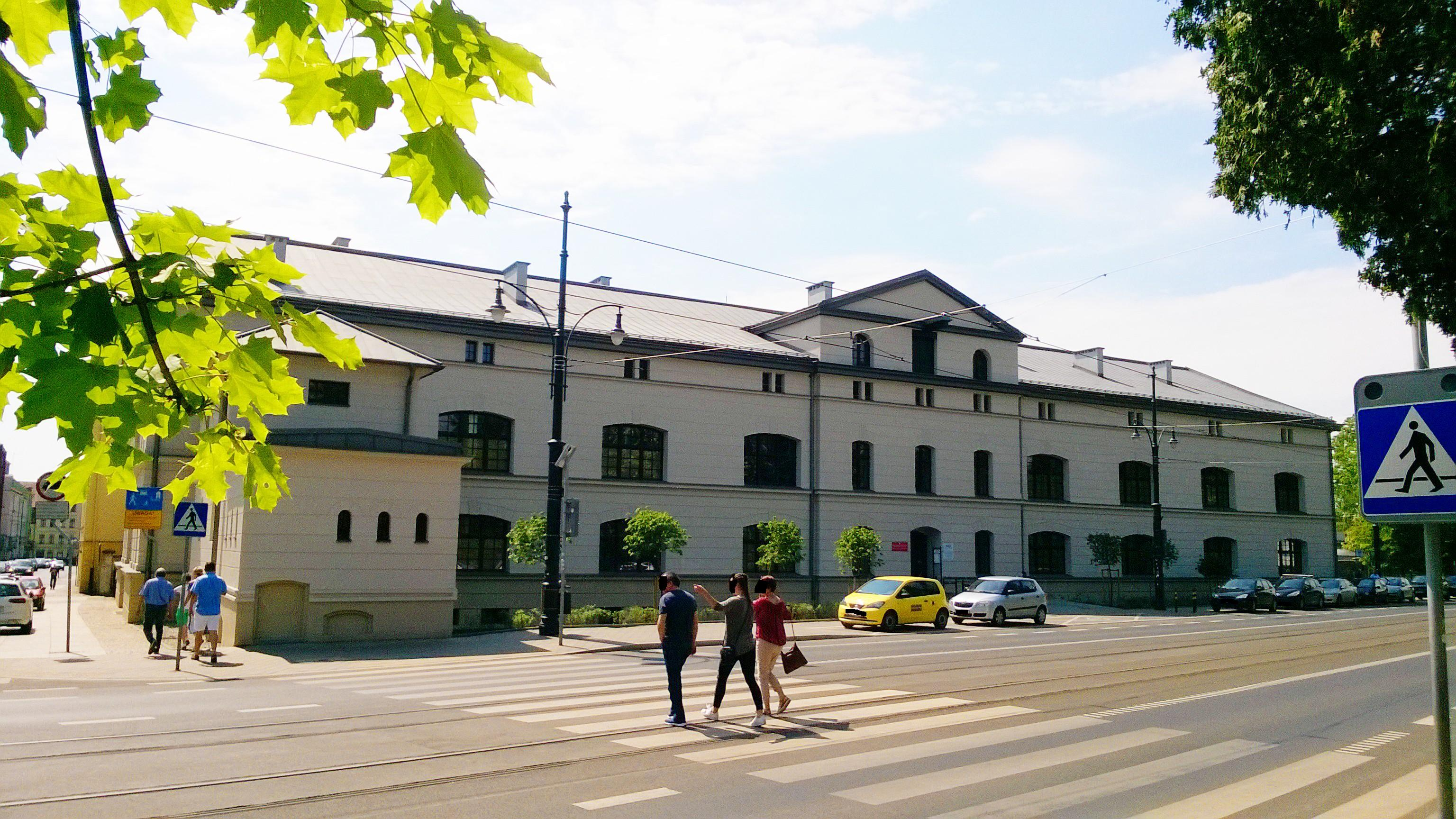
Wojskowa Specjalistyczna Przychodnia Lekarska – Samodzielny Publiczny Zakład Opieki Zdrowotnej

Garnizon Toruń – garnizon w Polsce z siedzibą komendy garnizonu w Toruniu.
Na przestrzeni lat Toruń był dużym i ważnym garnizonem wojskowym. Do dziś zachowały się liczne pomniki świadczące o znaczącej pozycji militarnej miasta, m.in. prawie w całości zachowane fortyfikacje Twierdzy Toruń pochodzące z końca XIX i początku XX wieku. W Toruniu powstała pierwsza po odzyskaniu przez Polskę niepodległości w 1918 roku Oficerska Szkoła Marynarki Wojennej.
Garnizon toruński swoim zasięgiem obejmuje kilka powiatów we wschodnio-południowej części województwa kujawsko-pomorskiego (m.in. toruński, aleksandrowski, włocławski, lipnowski) i należy do jednego z największych w tym regionie. Największe miasta na terenie tego garnizonu to Toruń oraz Włocławek. Komenda garnizonu mieści się przy ulicy Sobieskiego (CSAiU) w Toruniu - komendant CSAiU jest zarazem Komendantem Garnizonu Toruń.

## Instytucje i jednostki WP

### Toruń
- 1 Baza Materiałowo-Techniczna – jednostka logistyki stacjonarnej, jedyna o takim charakterze w Siłach Zbrojnych RP[5]
- 12 Wojskowy Oddział Gospodarczy im. gen. dyw. Karola Otto Kniaziewicza[6]
- 6 Samodzielny Oddział Geograficzny im. płk dypl. inż. Tadeusza Zieleniewskiego[7]
- Delegatura Wojskowej Komendy Transportu Toruń[8]
- Centrum Szkolenia Wojsk Obrony Terytorialnej im. kpt. Eugeniusza Konopackiego ps. Trzaska[9]
- 8 Kujawsko-Pomorska Brygada Wojsk Obrony Terytorialnej
  - 81 batalion lekkiej piechoty Toruń[10]
- Archiwum wojskowe (podlegające Wojskowemu Biuru Historycznemu)[11]
- Wojskowe Centrum Rekrutacji[12]
- Orkiestra wojskowa[13]
- Wojskowa Specjalistyczna Przychodnia Lekarska – Samodzielny Publiczny Zakład Opieki Zdrowotnej[14]
- Muzeum Artylerii w Toruniu (oddział Muzeum Wojsk Lądowych w Bydgoszczy)[15]
- Muzeum Fortyfikacji Pancernej Twierdzy Toruń[16]
- parafia garnizonowa św. Katarzyny[17]

### Włocławek
- Wojskowe Centrum Rekrutacji[18]
- Wojskowa Pracownia Psychologiczna[19]

### Ciechocinek
- 22 Wojskowy Szpital Uzdrowiskowo–Rehabilitacyjny SP ZOZ[20]

## Poligon
W Toruniu znajduje się czynny poligon wojskowy. Zlokalizowany on jest w lewobrzeżnej części miasta oraz na terenie południowym powiatu toruńskiego. Ma prawie 16 km długości i 13 km szerokości. Powstał on w zaborze pruskim. Obecnie jest on używany głównie przez żołnierzy Centrum Szkolenia Artylerii i Uzbrojenia, Wyższą Szkołę Oficerską Wojsk Lądowych oraz wojska NATO.

## Garnizon wojsk Księstwa Warszawskiego
- 17 pułk piechoty (Księstwo Warszawskie)[23]

## Garnizon wojsk pruskich
Trwająca od 1877 rozbudowa twierdzy przyniosła wzrost liczebny miejscowego garnizonu. O ile w 1910 w mieście stacjonowały trzy pułki piechoty i jeden pułk artylerii, o tyle w 1914 już cztery pułki piechoty (w tym 176 pp) i dwa artylerii, nie licząc sztabów i wojsk technicznych, czy też personelu oddanego do użytku w 1911 lotniska wojskowego. W rezultacie liczebność garnizonu wzrosła z 5687 żołnierzy do około 50000 w momencie wybuchu wojny.
- 35 Dywizja Piechoty[25]
- Brygada Landsturmu Griepenkerl
- Brygada Landsturmu Normann
- Korpus Landsturmu Thorn

## Garnizon Wojska Polskiego II RP
Po przejęciu przez Wojsko Polskie obiektów garnizonu, w Toruniu stacjonowały między innymi następujące jednostki wojskowe:
- Dowództwo Okręgu Korpusu Nr VIII (1921–1939)
- Dowództwo 4 Dywizji Piechoty (1921–1939)
- Dowództwo Brygady Kawalerii „Toruń” (1929–1934 → przeniesione do Bydgoszczy)
- Dowództwo Pomorskiej Brygady Obrony Narodowej (1937–1939) → Dowództwo Chełmińskiej Brygady ON (1939)
- 63 Toruński pułk piechoty
- 2 Grupa Łączności (1929–1933)
- kadra 8 batalionu telegraficznego
- kompania telegraficzna 4 Dywizji Piechoty (1932–1937) → kompania łączności 4 Dywizji Piechoty (1937–1939)
- Toruńska eskadra wywiadowcza
- 4 pułk lotniczy (1924–1939)
- 8 dywizjon żandarmerii (1921–1939)
- 8 pułk saperów (1921–1929) → 8 batalion saperów (1929–1939)

- Obóz Szkolny Artylerii (1921-1927) → Centrum Wyszkolenia Artylerii (1927–1939)[26].
- 8 Grupa Artylerii (1929–1939)
- 8 pułk artylerii ciężkiej (1921–1939)
- pułk manewrowy artylerii (1927–1931) → 31 pułk artylerii lekkiej (1932–1939)[26]
- 8 dywizjon artylerii przeciwlotniczej (1926–1939)
- dywizjon (1921-1927 szkoła) pomiarów artylerii)[26] (1927–1932) → 1 dywizjon pomiarów artylerii (1932–1939)
- 2 dywizjon pomiarów artylerii (1938–1939 → przeniesiony do garnizonu Rembertów)

### Obsada personalna komendy miasta
Obsada personalna komendy miasta w marcu 1939:
- komendant miasta – ppłk piech. Karol Matzenauer
- adiutant – kpt. art. Romański Bolesław Marcin
- kierownik referatu mobilizacyjnego – kpt. adm. (piech.) Filar Paweł (*)
- kierownik referatu OPL
- kierownik referatu bezpieczeństwa i dyscypliny – kpt. adm. (piech.) Pysz Jan
- kierownik referatu administracyjno-kwaterunkowego – kpt. adm. (piech.) Filar Paweł (*)

## Garnizon Wojska Polskiego po 1945
- 5 Dywizja Artylerii
- 13 Brygada Artylerii Ciężkiej[29]
- 6 zapasowy pułk piechoty
- 44 dywizjon rakiet taktycznych
- 71 pułk artylerii ciężkiej
- 73 pułk artylerii haubic
- 76 manewrowy pułk artylerii[30]
- 9 dywizjon artyleryjskiego rozpoznania pomiarowego[potrzebny przypis]